# قيس محمد اليوسف
قيس بن محمد بن موسى اليوسف هو وزير التجارة والصناعة وترويج الاستثمار العُماني، ورئيس مجلس الإدارة لـغرفة تجارة وصناعة عُمان منذ فبراير (شباط) عام 2018. وهو الرئيس التنفيذي لكل من «مجموعة اليوسف» في مسقط منذ عام 1997، و«شركة مسقط للإلكترونيات»، ورئيس مجلس إدارة كل من «شركة فولتامب للطاقة»، و«شركة الكروم العمانية»، ونائب رئيس مجلس إدارة كل من «شركة الأنوار القابضة» منذ عام 2005، و«شركة ترك عمان»، كما أنه عضو مجلس إدارة «الهيئة العامة لتنمية المؤسسات الصغيرة والمتوسطة – ريادة»، إضافة إلى أنه عضو في هيئة «مجلس البحث العلمي». تولى منصب مدير في «شركة تأجير للتمويل» بين 2006 و2008. حاصل على ماجستير في إدارة الأعمال عام 2005 من «جامعة ستانفورد»، وبكالوريوس في الاقتصاد عام 1996 من «كلية ويليامز» في الولايات المتحدة الأميركية، وشهادة تنفيذية في إدارة الأعمال من «كلية لندن للأعمال» في المملكة المتحدة.